# Tirukkoyilur
Tirukkoyilur là một thị xã panchayat của quận Viluppuram thuộc bang Tamil Nadu, Ấn Độ.

## Địa lý
Tirukkoyilur có vị trí 11°57′B 79°12′Đ / 11,95°B 79,2°Đ Nó có độ cao trung bình là 73 mét (239 feet).

## Nhân khẩu
Theo điều tra dân số năm 2001 của Ấn Độ, Tirukkoyilur có dân số 27.108 người. Phái nam chiếm 49% tổng số dân và phái nữ chiếm 51%. Tirukkoyilur có tỷ lệ 78% biết đọc biết viết, cao hơn tỷ lệ trung bình toàn quốc là 59,5%: tỷ lệ cho phái nam là 83%, và tỷ lệ cho phái nữ là 73%. Tại Tirukkoyilur, 10% dân số nhỏ hơn 6 tuổi.